# SIRGE
SIRGE (Shetland Island Regional Gas Export System) — трубопровід, за допомогою якого здійснюється поставка до газотранспортної мережі Великої Британії продукції родовищ, розташованих на захід від Шетландських островів.
В середині 2010-х приступили до розробки газоконденсатних родовищ Laggan і Tormore, які знаходяться в Атлантичному океані поблизу Шетландських островів (їх загальні запаси оцінюються у 30 млрд.м3). Для транспортування видобутого блакитного палива спорудили два газопроводи, кожен діаметром 450 мм та довжиною понад 140 км, до спорудженого на згаданих вище островах газопереробного заводу. Виділений на ньому конденсат експортується через термінал Sullom Voe (створений у 20 столітті в рамках розробки родовища Брент), а для поставок осушеного газу до британської мережі спорудили новий трубопровід SIRGE. Він прямує від Шетландського ГПЗ до врізки у офшорну систему FUKA, через яку продукція поступає на береговий термінал у Сент-Фергюс (Шотландія). Довжина цього трубопроводу 234 км, діаметр 750 мм, потужність до 6,8 млрд.м3 на рік.
У Сент-Фергюсі з отриманого газу вилучають фракцію С2+, котра далі може транспортуватись для фракціонування по трубопроводах Крюден-Бей – Кіннейл та Сент-Фергюс – Моссморан. Метан же спрямовується у національну газотранспортну мережу.